# Molí del Perot
Molí del Perot és un antic molí d'Albinyana (Baix Penedès) protegit com a Bé Cultural d'Interès Local.

## Descripció
És una construcció propera a l''urbanització Bonaterra, situada damunt una petita elevació del terreny. El seu estat de conservació és força dolent i es troba bastant enderrocat. Presenta una portalada d'accés amb arc rebaixat, un balcó a mà dreta i una sèrie de finestres. A l'interior encara es pot veure alguns útils emprats en l'elaboració de la farina.

## Història
Hi ha documentats del 1400 que ens parlen d'un molí Abadal que semblen referir-se a la construcció descrita, ja que aquests terrenys eren propietat del Monestir de Sant Cugat del Vallès. Més tard (1600) s'anomena molí del Joncosa. A final del segle xvii, molí del Viscaí, per ser conegut avui com a molí del Perot.